# Hot Springs
För andra betydelser, se Hot Springs (olika betydelser).
Hot Springs är en stad (city) i Garland County i delstaten Arkansas, USA. Hot Springs är administrativ huvudort (county seat) i Garland County. 
Pingströrelsen Assemblies of God bildades i Hot Springs 1914.
Staden ligger vid Hot Springs nationalpark. 